# Midnight Swan
Pour plus de détails, voir Fiche technique et Distribution.
Midnight Swan (ミッドナイトスワン) est un film japonais réalisé par Eiji Uchida, sorti en 2020.

## Synopsis
Nagisa, une femme transgenre, vit à Hiroshima et travaille comme danseuse dans une boîte de nuit. Sa nièce se retrouve à la rue et vient vivre avec elle.

## Fiche technique
- Titre : Midnight Swan
- Titre original : ミッドナイトスワン
- Réalisation : Eiji Uchida
- Scénario : Eiji Uchida
- Musique : Keiichiro Shibuya
- Photographie : Maki Itō
- Montage : Yūichi Iwakiri et Tetsuo Kobayashi
- Production : Yurie Morimoto et Yu Moriya
- Société de production : Culen
- Pays :  Japon
- Genre : Drame
- Durée : 124 minutes
- Dates de sortie : 
  -  Japon : 25 septembre 2020

## Distribution
- Tsuyoshi Kusanagi : Nagisa
- Misaki Hattori : Ichika Sakurada
- Shunsuke Tanaka : Mizuki
- Kaito Yoshimura : Candy
- Reo Sanada : Akina
- Rinka Ueno : Rin Kuwata
- Eriko Satō : Mayumi Kuwata
- Yusuke Hirayama : Shōji Kuwata
- Toshie Negishi : Kazuko Takeda
- Sei Matobu : Mika Katahira
- Asami Mizukawa : Saori Sakurada
- Tomorō Taguchi : Mama Yoko

## Distinctions
Le film a été nommé pour huit Japan Academy Prizes et en a reçu deux : meilleur film et meilleur acteur pour Tsuyoshi Kusanagi.